# سيفاكا وسيط
السيفاكا الوسيط (الاسم العلمي:‡Mesopropithecus) هو جنس منقرض من الحيوانات يتبع الفصيلة الإندرية من رتبة الرئيسيات.